# Zentralsauna (KZ Auschwitz)

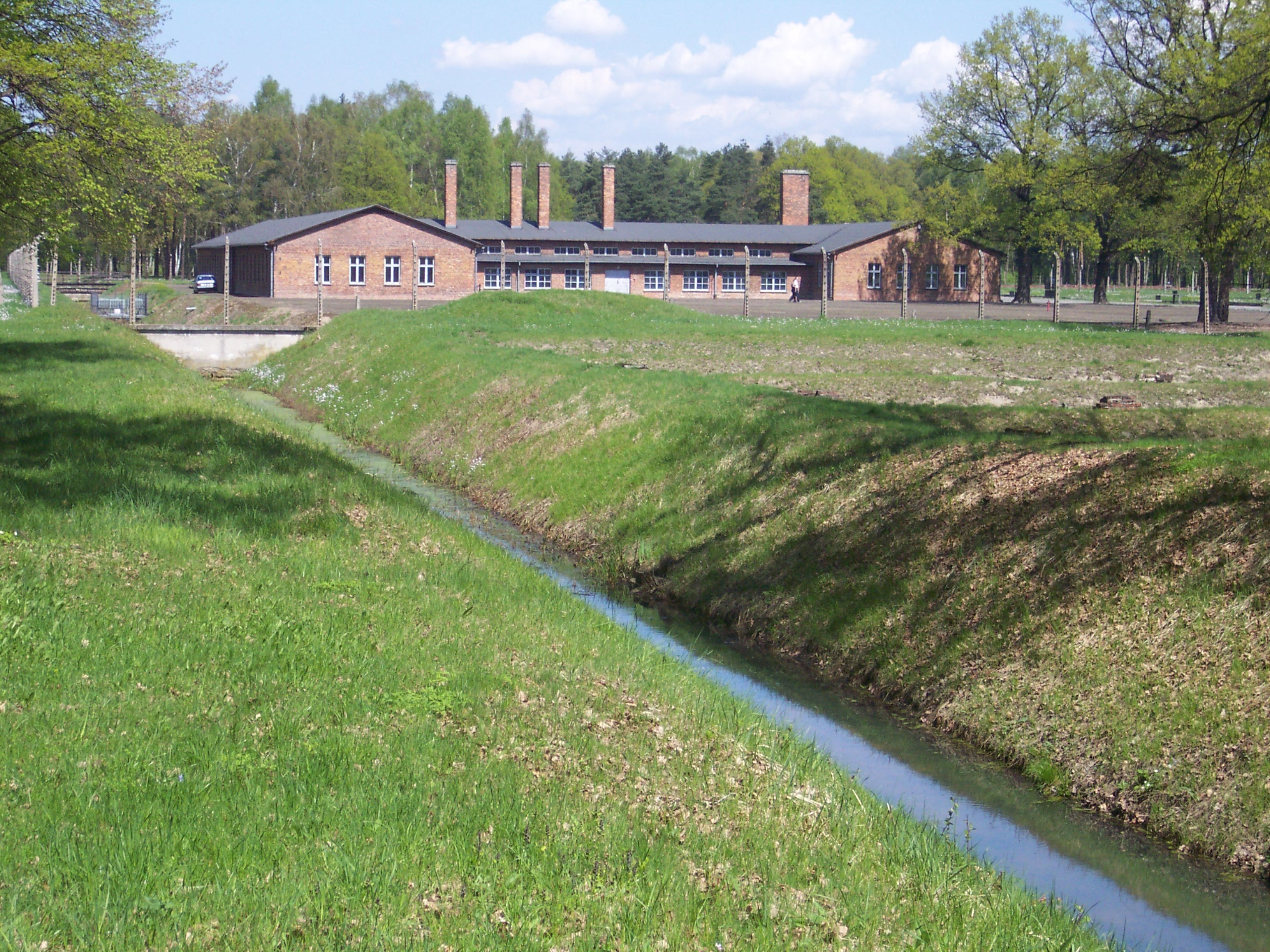
Zentralsauna in Birkenau

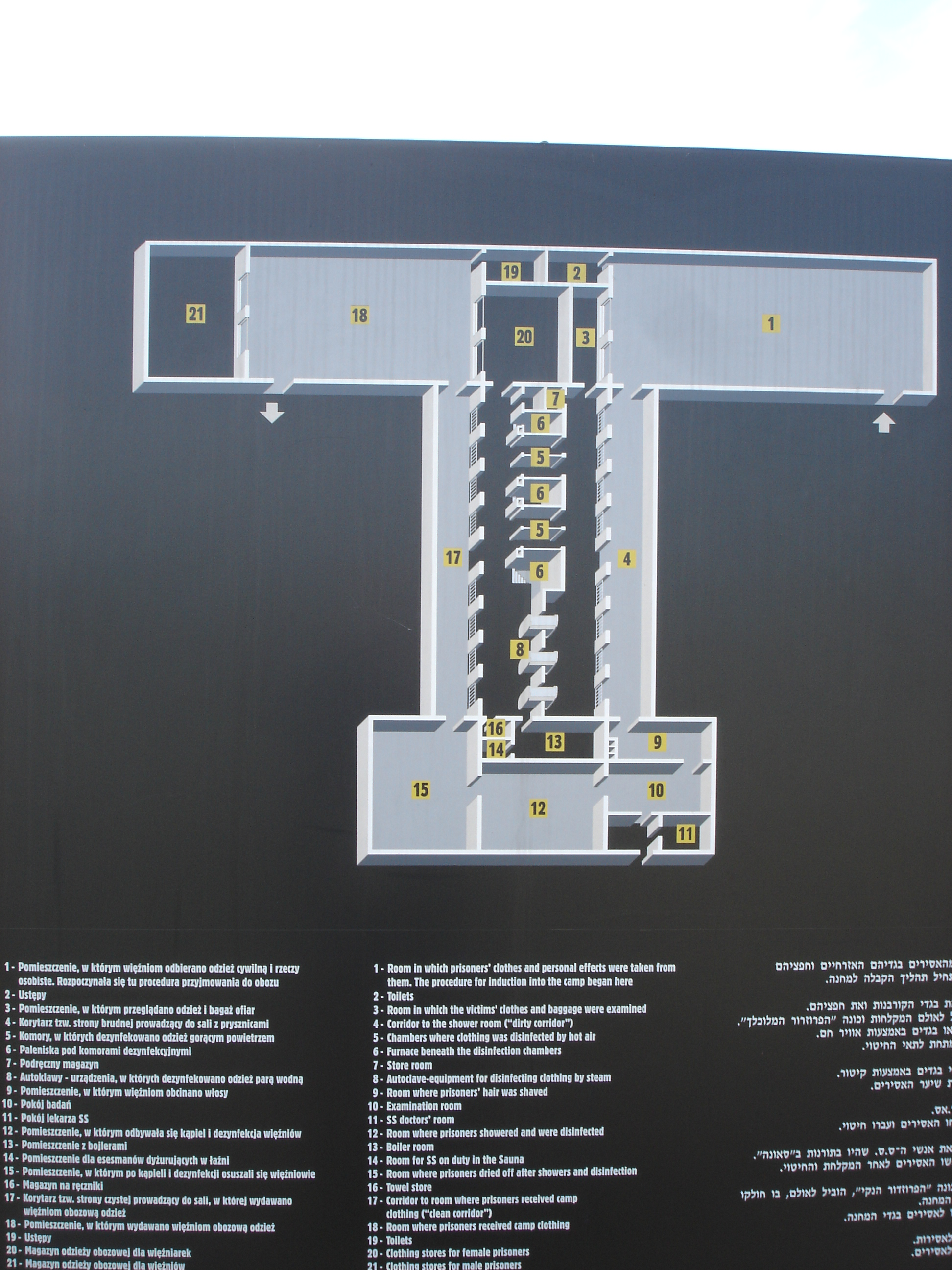
Schautafel mit dem Grundriss der Zentralsauna

Die sogenannte „Zentralsauna“, „Zentrale Sauna“ oder „Neue Sauna“ (offiziell BW 32) war ein eingeschossiges Backsteingebäude im KZ Auschwitz-Birkenau. Es diente als „Entwesungs- und Desinfektionsanlage“ bei der Aufnahme von deportierten Menschen, die in dem KZ Auschwitz als Häftling verbleiben sollten. Dieses größte Objekt im KZ-Auschwitz-Birkenau wurde nach neunmonatiger Bauzeit Mitte Dezember 1943 in Betrieb genommen. Die „Zentrale Sauna“ befand sich im Lagerabschnitt BIIg in unmittelbarer Nähe zum Effektenlager Kanada.

## Aufnahmeprozedur
Während der Aufnahmeprozedur mussten die neu zu registrierenden Häftlinge im linken Flügel des Gebäudes sich zuerst entkleiden und unter Beobachtung der SS-Wachmannschaft kalt oder heiß duschen. Anschließend bekamen sie KZ-Häftlingskleidung und Schuhwerk. Danach wurde den Häftlingen die Haare geschoren, wobei es oft zu Verletzungen der Kopfhaut kam. Jüdische Häftlinge wurden in der Zentralen Sauna durch Lagerärzte einer erneuten Selektion unterzogen und jene, die doch als nicht „arbeitsfähig“ galten, wurden in den Gaskammern ermordet.
Anschließend wurden die zum Verbleib im Lager vorgesehenen Häftlinge (Der Zugang) registriert. Ihre persönlichen Angaben (Name, letzter Wohnort, Angehörige, Beruf etc.) wurden von Häftlingen des Aufnahme-Kommandos auf Formblättern, den sogenannten Häftlings-Personalbögen, erfasst und später nach Aktenlage (Haftgrund, einweisende Dienststelle etc.) ergänzt. Zuletzt folgte die Tätowierung der Häftlingsnummer auf den linken Unterarm, was in anderen Konzentrationslagern nicht praktiziert wurde. Die Besonderheit der Tätowierung der Haftnummer wurde in Auschwitz im Herbst 1941 eingeführt, um aufgrund der hohen Todesziffer von Häftlingen die Leichen zu identifizieren. Anschließend wurden die Häftlinge in das Quarantänelager verbracht oder in Häftlingsblöcke überstellt. In den folgenden Tagen wurden die Häftlinge noch fotografiert, was bis 1943 regelhaft praktiziert wurde.
Periodisch wurden auch bereits aufgenommene Häftlinge des KZ Auschwitz-Birkenau bzw. deren Kleidung in der „Zentralen Sauna“ entwest, insbesondere auch vor der Überstellung in andere Konzentrationslager. Weitere Saunen befanden sich im Stammlager des KZ Auschwitz im Block 26 sowie in Auschwitz-Birkenau in den Lagerabschnitten BIa und BIb.

## Gedenken
Das mit Mitteln der Bundesländer rekonstruierte Gebäude ist Teil des Staatlichen Museums Auschwitz-Birkenau. Seit April 2001 ist das Gebäude für die Besucher zugänglich und beherbergt zwei Ausstellungen:
- Das Gebäude „erzählt“ seine Geschichte,
- Vor der Auslöschung – Fotografien gefunden in Auschwitz

Christian Wulff war der erste deutsche Bundespräsident, der im ehemaligen KZ Auschwitz eine Rede hielt. Am 27. Januar 2011 merkte er in der ehemaligen Zentralsauna an, Auschwitz sei „Mahnung und Verpflichtung (...), die Würde des Menschen unter allen Umständen zu wahren“.